# Спутникс
«СПУТНИКС» («Спутниковые инновационные космические системы») — российская частная космическая компания, участник проекта по созданию и обеспечению функционирования ИНТЦ МГУ «Воробьёвы горы».

## История
Российская частная космическая компания «СПУТНИКС» («Спутниковые инновационные космические системы») была создана в 2011 году на основе отдела спутниковых технологий компании ИТЦ «СКАНЭКС». Этот отдел с 2009 года разрабатывал системы ориентации и стабилизации микроспутника «Чибис-М» по заказу Института космических исследований РАН.
С 2012 года сферой деятельности компании «СПУТНИКС» стала разработка перспективных технологий создания спутниковых платформ и производство служебных систем микроспутников и наноспутников.
В 2013 году компания «СПУТНИКС» получила лицензию Федерального космического агентства на осуществление космической деятельности и приступила к созданию микроспутника-технологического демонстратора «ТаблетСат-Аврора». 19 июня 2014 года первый российский частный микроспутник «Таблетсат-Аврора» массой 26 кг был выведен на низкую околоземную орбиту на российской ракете-носителе «Днепр» по контракту между компанией «СПУТНИКС» и МКК «Космотрас», заключенному в ноябре 2013 года.
В 2017 году компания «СПУТНИКС» разработала спутниковую платформу «ОрбиКрафт-Про» на основе международного стандарта CubeSat. Платформа «Орбикрафт-Про» представляет собой набор-конструктор, позволяющий собирать наноспутники различной конфигурации с установкой полезной нагрузки — научной аппаратуры допустимых параметров. Созданные на основе платформы «Орбикрафт-Про» научно-образовательные аппараты «СириусСат-1» и «СириусСат-2» были запущены с борта МКС 15 августа 2018 года..
В марте 2021 года был запущен космический аппарат "ОрбиКрафт-Зоркий". Он представляет собой современный сверхкомпактный спутник дистанционного зондирования Земли. Несмотря не свои компактные размеры CubeSat 6U, аппарат несет профессиональную камеру-телескоп с разрешением высокой точности – до 6,6 метров на пиксель, что ставит его на очень высокий, по мировым меркам, технический уровень для аппаратов такого размера. Спутник является совместная разработка «СПУТНИКС», Фонда содействия инновациям, НПО «Лептон», Главкосмос «Пусковые системы» и «СКАНЭКС».
В августе 2021 года концерн Ситроникс, входящий в АФК «Система», приобрёл 71,06 % Спутникс.
Также компания принимает участие в проекте Space-π. Это проект программы «Дежурный по планете», организатором которого выступает Фонд содействия инновациям. Space-π помогает школьникам и студентам запустить в космос аппарат со своей собственной полезной нагрузкой. По программе планируется запустить 100 малых аппаратов формата CubeSat 3U на орбиту Земли. 9 августа 2022 года было запущено 16 аппаратов с полезной нагрузкой, разработанной школьниками и студентами, с космодрома Байконур, из них 10 на платформе ОрбиКрафт-Про 3U.
«СПУТНИКС» создаёт новую микроспутниковую платформу «Палладу» в рамках гранта софинансирования, предоставляемого Фондом поддержки проектов НТИ.
Масса спутников на разрабатываемой платформе составит от 80 до 200 кг. Платформа обеспечивает размещение и функционирование полезной нагрузки независимо от варианта исполнения комплекса целевой аппаратуры.
Компания являлась резидентом Инновационного центра «Сколково» с 2011 года по 2021 год. На данный момент компания является участником проекта по созданию и обеспечению функционирования ИНТЦ МГУ «Воробьёвы горы».
|  |  |  |

7 июня 2022 года представители АФК «Система» сообщили СМИ, что имеют планы в ближайшие 2-3 года запустить в космос спутниковую группировку разработки «Спутникс» для оптического и радарного дистанционного зондирования Земли. На данный момент готовы 10 космических аппаратов, которые будут доставлены на орбиту носителем Роскосмоса; в производстве находятся еще 12 аппаратов. Согласно плану, за 2-3 года должно быть запущено 157 аппаратов по пяти группировок различного назначения: для оптического зондирования Земли с разрешением съемки 2,5 м и 0,8 м — обзорной и детальной, далее — для обеспечения работы систем автоматической идентификации в судоходстве и гражданской авиации (AIS/ADS-B), для радиолокационной съемки поверхности Земли и, наконец, для приема данных с датчиков интернета вещей. Необходимый объем инвестиций составит около 20 млрд рублей, при этом уже инвестировано в проект около 1 млрд рублей. Успешная реализация проекта решит проблемы гражданской промышленности в разрезе контроля территорий, инфраструктуры, недропользования, а также в сферах морской и авиационной навигации, картографии, сельского хозяйства, позволит успешно реализовать проекты по созданию цифровых двойников городов, а также новых систем в части цифрового городского управления. К тому же проект решает проблему с покрытием территорий промышленных объектов там, где нет покрытия мобильной связью. Предполагается возможность интеграции с проектами «Умный город» и «Безопасный город». Немаловажным является решение задачи экомониторинга и мониторинга лесных пожаров для их скорейшего устранения.
18 июня 2022 года глава Роскосмоса Дмитрий Рогозин сообщил, что госкорпорация может вывести на орбиту по льготной цене спутники компании "Спутникс" в конце 2022-го — начале 2023 года в качестве попутной нагрузки.
23 февраля 2024 года «Спутникс» включён в блокирующий санкционный список США.

## Основные виды деятельности компании

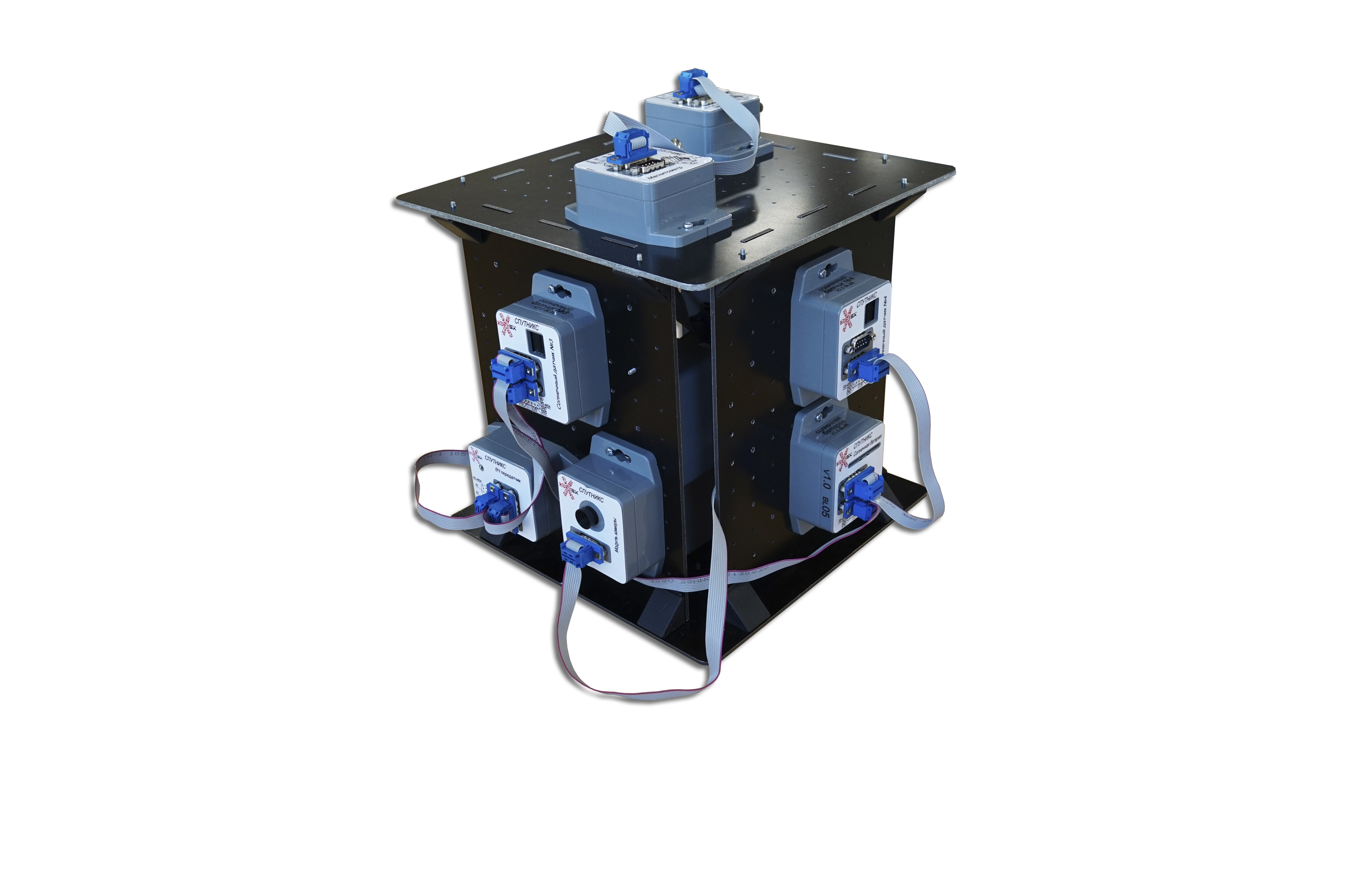
Конструктор спутника «ОрбиКрафт»

В настоящее время основными направлениями деятельности компании «СПУТНИКС» являются:
- разработка систем ориентации и стабилизации и других служебных систем для микроспутников и спутников формата CubeSat;
- разработка микроспутниковых и CubeSat-платформ, позволяющих быстро создавать спутники для проведения технологических, научных и образовательных экспериментов;
- разработка аппаратуры и программного обеспечения наземных станций связи со спутниками на орбите;
- разработка стендов для проведения функциональных испытаний элементов и систем ориентации и стабилизации спутников;
- разработка оборудования для аэрокосмического образования.

## Образовательная деятельность
«СПУТНИКС» предоставляет решения для учебных аэрокосмических лабораторий и аэрокосмического образования для школ и университетов. Компания поставляет спутниковые функциональные комплекты, наземные станции приема данных, тренажеры для космической среды и оборудование, сопровождаемые учебными материалами.
Компания «СПУТНИКС» занимается разработкой средств аэрокосмического образования. Совместно с Московским политехническим университетом была разработана компетенция «Инженерия космических систем», запущенная на чемпионате профессионального мастерства WorldSkills в 2016 году.

## Спутники
| Аппарат             | Масса, кг | Дата запуска    | Средство доставки на орбиту | Назначение                             | Статус         |
| ------------------- | --------- | --------------- | --------------------------- | -------------------------------------- | -------------- |
| «Чибис-М»           | 34,4      | 25 января 2012  | ТГК «Прогресс М-13М»        | Научный КА                             | Недействующий  |
| «ТаблетСат-Аврора»  | 26        | 19 июня 2014    | РН «Днепр»                  | ДЗЗ                                    | Недействующий  |
| «Аль-Фараби-1»      | 2         | 15 февраля 2017 | РН «PSLV-C37»               | Образовательно-технологический КА, ДЗЗ | Недействующий  |
| «СириусСат-1»       | 1,45      | 15 августа 2018 | ТГК «Прогресс МС-09»        | Научно-образовательный КА              | Недействующий  |
| «СириусСат-2»       | 1,45      | 15 августа 2018 | ТГК «Прогресс МС-09»        | Научно-образовательный КА              | Недействующий  |
| «Сириус-ДЗЗ»        | 3,5       | 22 марта 2021   | РН «Союз-2.1а»              | Научно-образовательный КА, ДЗЗ         | Действующий    |
| «НИУ ВШЭ-ДЗЗ»       | 3,5       | 22 марта 2021   | РН «Союз-2.1а»              | Научно-образовательный КА              | Действующий    |
| «ОрбиКрафт-Зоркий»  | 8         | 22 марта 2021   | РН «Союз-2.1а»              | Тех демонстратор, ДЗЗ                  | Действующий    |
| KSU-CubeSat         | 1,1       | 22 марта 2021   | РН «Союз-2.1а»              | Научно-образовательный КА              | Действующий    |
| ChallengeOne        | 2,1       | 22 марта 2021   | РН «Союз-2.1а»              | IoT                                    | Действующий    |
| «SXC3-214-MIET-AIS» | 4         | 9 августа 2022  | РН "Союз-2.1б"              | Научно-образовательный КА              | Действующий    |
| «SXC3-219 ИСОИ»     | 4         | 9 августа 2022  | РН "Союз-2.1б"              | Научно-образовательный КА              | Действующий    |
| «SXC3-2110 Voenmeh» | 4         | 9 августа 2022  | РН "Союз-2.1б"              | Научно-образовательный КА              | Сошёл с орбиты |
| «SXC3-217 Siren»    | 4         | 9 августа 2022  | РН "Союз-2.1б"              | Научно-образовательный КА              | Действующий    |
| «SXC3-215 Vizard»   | 4         | 9 августа 2022  | РН "Союз-2.1б"              | Научно-образовательный КА              | Сошёл с орбиты |
| «CubeSX-HSE-2»      | 4         | 9 августа 2022  | РН "Союз-2.1б"              | Научно-образовательный КА              | Действующий    |
| «SXC3-218 KuzSTU»   | 4         | 9 августа 2022  | РН "Союз-2.1б"              | Научно-образовательный КА              | Действующий    |
| «ReshUCube-1»       | 4         | 9 августа 2022  | РН "Союз-2.1б"              | Научно-образовательный КА              | Действующий    |
| «UTMN»              | 4         | 9 августа 2022  | РН "Союз-2.1б"              | Научно-образовательный КА              | Действующий    |
| «Монитор-1»         | 4         | 9 августа 2022  | РН "Союз-2.1б"              | Научно-образовательный КА              | Сошёл с орбиты |
| «Монитор-3»         | —         | 27 июня 2023    | РН "Союз-2.1б"              | Научно-образовательный КА              | Действующий    |
| «Монитор-4»         | —         | 27 июня 2023    | РН "Союз-2.1б"              | Научно-образовательный КА              | Действующий    |
| «Cube-SX-HSE-3»     | 3,39      | 27 июня 2023    | РН "Союз-2.1б"              | Научно-образовательный КА              | Действующий    |
| «ArcCube-01»        | 2,01      | 27 июня 2023    | РН "Союз-2.1б"              | Научно-образовательный КА              | Действующий    |
| «УмКА-1»            | 4         | 27 июня 2023    | РН "Союз-2.1б"              | Научно-образовательный КА              | Действующий    |
| «Нанозонд-1»        | 2,2       | 27 июня 2023    | РН "Союз-2.1б"              | Научно-образовательный КА              | Действующий    |
| «UTMN-2»            | 3,97      | 27 июня 2023    | РН "Союз-2.1б"              | Научно-образовательный КА              | Действующий    |
| «КузГТУ-1»          | 3,4       | 27 июня 2023    | РН "Союз-2.1б"              | Научно-образовательный КА              | Действующий    |
| «Vizard-meteo»      | 2,98      | 27 июня 2023    | РН "Союз-2.1б"              | Научно-образовательный КА              | Действующий    |
| «Святобор-1»        | 3,4       | 27 июня 2023    | РН "Союз-2.1б"              | Научно-образовательный КА              | Действующий    |
| Планируемые миссии  |           |                 |                             |                                        |                |